# Pas de la Tuna
El Pas de la Tuna és un pas, o gual, del terme municipal de Castellcir, a la comarca del Moianès.
És en el paratge de la Tuna, a prop i al sud-oest de les restes d'aquella masia. És al sud de la urbanització de la Penyora, a la dreta del torrent de Sauva Negra i a ponent de la Font de la Tuna. Es troba també al nord-est del Sot dels Còdols i al sud-est de l'Esquei.
Es tracta del lloc on el camí rural que ressegueix la riba dreta del torrent de Sauva Negra travessa el torrent que davalla del costat de ponent de la urbanització de la Penyora. Més al nord-est, en el mateix camí, es troba el Pas de la Casanova. És un indret on la roca natural fa una plataforma on coincideixen el camí i el torrent.

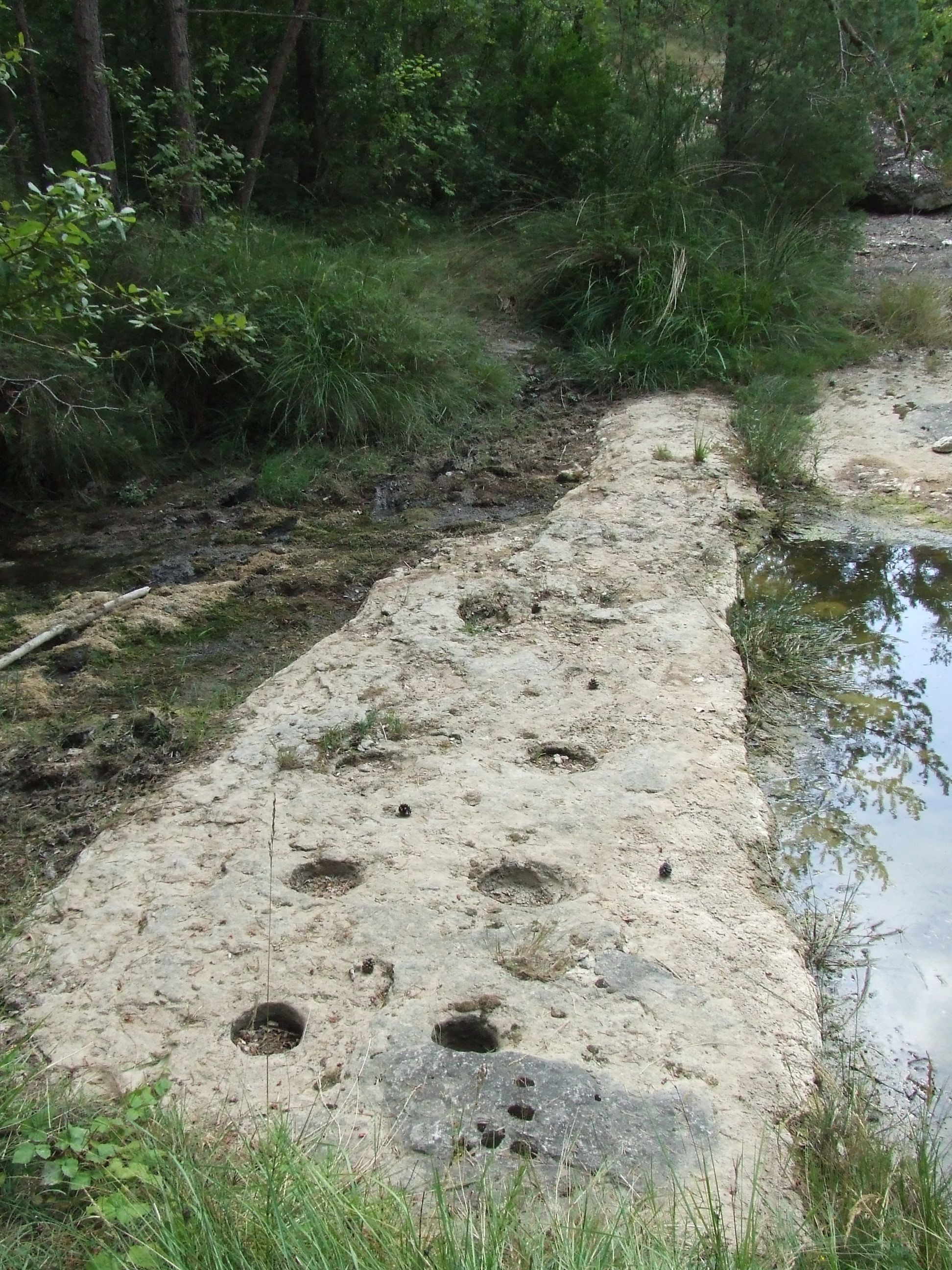
Basaments de la passera existent en aquest lloc

A l'extrem nord de la plataforma rocosa hi ha mostres de l'antiga passera per a vianants que permetia, en moments de forta davallada d'aigua, el pas cap al camí de la Casanova del Castell. Es tracta d'uns forats incisos a la roca que formen una doble filera; era el lloc on es clavaven els pilars de fusta de la passera. Tot i que no es pot precisar el moment en què es van fer aquests forats, en altres llocs de la mateixa riera se n'han trobat de semblants, i els únics que han estat estudiats arqueològicament (el Jaciment de la Riera de Castellcir, han estat datats a l'edat mitjana.